# 팡세
《팡세》(Pensées, "생각"이라는 뜻)는 블레즈 파스칼이 쓴 책이다. 파스칼이 죽은 뒤인 1670년, 그의 유족과 친척들이, 파스칼의 글 묶음을 모아 《종교 및 기타 주제에 대한 파스칼 씨의 팡세(생각)》라는 제목으로 펴낸 것이, 팡세라는 이름으로 굳어진 것이다. 
개종한 파스칼이 기독교를 설명하고 전도하려는 목적에서 썼기 때문에, 예수와 이슬람 창시자 무함마드를 비교하는 등 기독교를 논리적으로 설명하려는 기독교 변증학의 성격을 갖고 있다. ( 파스칼의 내기 ) 완성되지 않은 책이어서, 오늘날 우리가 읽는 팡세는 단상을 모아 편집한 것이다. 따라서 이러한 형식의 책에 팡세라는 제목이 많이 붙는다.

## 내용
"인간은 생각하는 갈대다"라든지 "클레오파트라의 코가 조금만 낮았더라면 지구의 전표면이 달라졌을 것이다"라는 말로써 알려진 <팡세>는 비꼬는 경구(警句)만이 나열된 단순한 인간관찰의 책이 아니다. 본래 모든 사람을 신앙으로 이끌기 위해서 쓰여진 기독교 변증론의 초고(草稿)였다. 그의 사후 유고(遺稿)로서 미정리된 채로 발견된 단편(斷編)에 대한 원고의 판독(判讀)과 정리에 대한 노력이 아직도 계속되고 있다. 이 책 속에는 인간의 위대함과 비참함의 변증법에 의해서 신을 향한 사랑에 이르는 길(道)이 설명되고 있다. 에픽테토스와 몽테뉴에게서 인간론을 배운 파스칼은 인간을 무한과 허무(虛無), 위대와 비참 사이에 부동(浮動)하는 중간자(中間者)로서 포착했다. 인간은 광대무변한 우주에 비하면 겨우 하나의 점과 같은 갈대처럼 약한 존재이다. 그러나 그것은 '생각하는 갈대'이다. "공간에 의해서 우주는 나를 싸고, 하나의 점으로서 나를 삼킨다. 그러나 사고(思考)에 의해서 나는 우주를 싼다"는 점에 인간의 존엄성이 있다. 인간은 자기의 비참을 이해하는 점에서 위대하다. "나무는 자기의 비참을 모른다." 에픽테토스는 자기의 비참을 모른 채 자기 힘으로 신을 완전히 알고, 사랑하려 했기 때문에 오만(傲慢)에 빠졌다. 그러나 몽테뉴와 같이 그리스도와의 내면적 교섭을 갖는 일 없이 자기애(自己愛)의 공허함을 말하고 인간의 비참에 직면한다면 구원할 수 없는 회의와 절망의 수렁에 빠지고 만다. 인간으로서는 해결할 수 없는 이 모순은 신의 위대함과 인간의 비참을 하나로서 체현(體現)한 예수 그리스도에 의해서 비로소 해결되는 것이다. 이 중개자가 없다면 신과의 모든 교섭은 단절된다. 따라서 살아 있는 신을 알려고 하는 자는 고립적 정신의 차원을 떠나서, 그리스도와의 깊은 내면적인 공동 관계를 유지하는 '사랑'의 차원으로 비약하지 않으면 안 된다. "신을 직관(直觀)하는 것은 심정(心情)이며, 이성(理性)이 아니다. 이것이 즉 신앙이다." 파스칼은 정신의 질서를 초월해서 이 심정의 질서에 이끌렸을 때 비로소 신과 자기의 확실성을 발견할 수 있다고 한다. 여기에 파스칼의 본령(本領)이 있다. - 파스칼 팡세 리뷰

## 판본

### 파스칼 자필 판본
자필 원본은 파스칼의 조카인 루이 페리에가 본디 순서를 무시한 채 제작한 것이다. 
- 포르로아얄 판(1670년): 앞서 말한, 파스칼 사후 남긴 친필들을 묶어 펴낸 최초 판본.

### 사본 판본
파스칼이 누이 질베르트 파스칼 집에서 죽고서 유가족들은 고인의 자필 원고를 발견 상태대로 베꼈다. 이때 만든 두 개 사본은 같은 사람의 필체였고, 내용은 몇 가지 예외를 제외하고 거의 같다.
- 라퓨마 판(제1사본, 1947년, 1951년): 가필 정정이 있었다.
- 셀리에 판(제2사본, 1991년): 프랑스의 파스칼 연구자 필리프 셀리에가 편집했다. 가장 완전하고 분량이 많은 판본이다(항목 수는 다른 판본이 더 많다).
- 브롱슈빅 판: 원저자의 편집의도를 고려하지 않고, 편집자가 나름대로 주제별로 분류하였다.

## 번역서
- 이환 "파스칼 - 팡세", 민음사
- 김형길 "팡세", 서울대학교 출판부
- 박철수 "파스칼의 팡세", 대장간
- 김화영 "팡세-분류된 단장", IVP